# 葉孔嘉
葉孔嘉（Yeh Kung-chia，？—？）籍贯不详，中华民国及美国经济学家。

## 生平
葉孔嘉早年自北平的国立清华大学获得法律学士（LL. B）学位。此后，自美国哥伦比亚大学获得哲学博士（Ph. D）学位。后来，他在美国成为RAND公司的高级经济师（Senior Economist at the RAND Corporation）以及社会科学研究委员会中国经济研究小组成员（Member of the Subcommittee for Research on the Chinese Economy, Social Science Research Council）。
1965年，劉大中和葉孔嘉博士合著《中国大陆的经济：1933－1959》，由普林斯顿出版社出版，成为研究中国现代经济史的重要著作。米尔顿·弗里德曼等经济学家均曾引该书作为参考，讨论中国经济问题。